# Veljko Petković
Veljko Petković (kyrillisch Вељко Петковић, * 23. Januar 1977 in Kraljevo, Jugoslawien) ist ein ehemaliger serbischer Volleyballspieler.
Mit der jugoslawischen Nationalmannschaft gewann er bei den Olympischen Spielen 2000 die Goldmedaille und war 1998 Vizeweltmeister.
Seine Karriere fing beim OK Vojvodina Novi Sad an, wo er zusammen mit seinen Mitspielern jahrelang den Meistertitel Jugoslawiens errang. Nachdem er sich zu einem der besten Volleyballer Jugoslawiens entwickelte, verließ er den Verein und wechselte ins Ausland. In der Saison 2009/10 spielte er für ACH Volley Bled in Slowenien, bevor er im Juni 2010 zum OK Budvanska Rivijera aus Montenegro wechselte, wo er bis Dezember 2012 aktiv war.
Veljkos jüngerer Bruder Vlado spielte ebenfalls in der serbischen Nationalmannschaft.